# اکسیر التواریخ
اکسیر التواریخ کتابی است در دو جلد که نخستین جلد آن از کیومرث تا پایان دولت زندیه به اجمال می‌باشد و جلد دوم در مورد تاریخ پادشاهان قاجار است و تا حوادث ۱۲۵۸ به پایان می‌رسد.

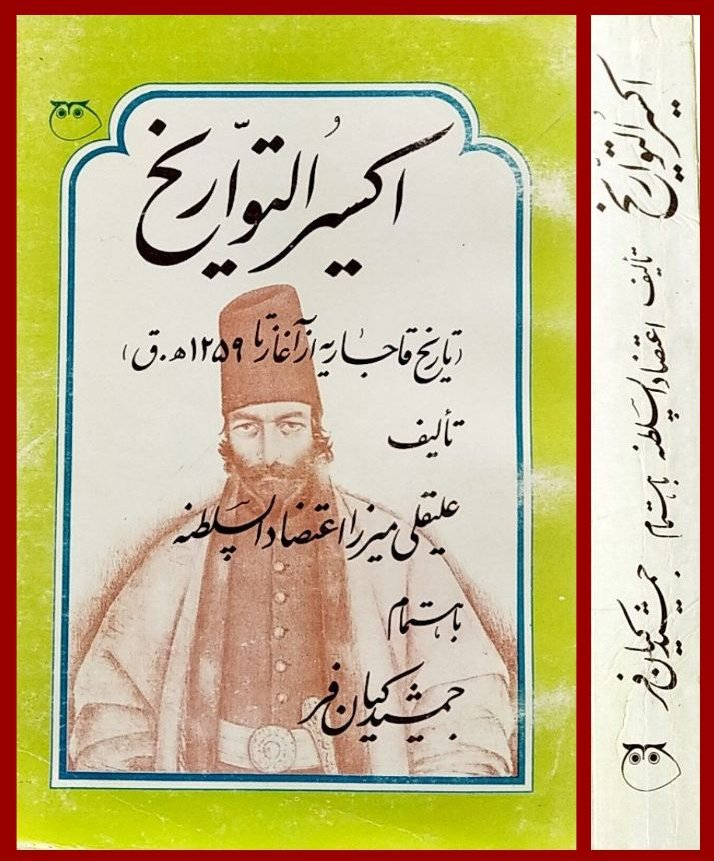
نمایی از جلد کتاب اکسیر التواریخ

سرگذشت دانشمندان زمان و شعرا و تالیفات در دیباچه دیده می‌شود.
مؤلف این کتاب علیقلی میرزا اعتضادالسلطنه می‌باشد که کتاب‌های متعددی در زمینه‌های مختلف از تاریخ تا نجوم تألیف نموده‌است و مهم‌ترین تألیف علمی او برداشتی از تئوری‌های نیوتون به زبان فارسی است.

## محتوای کتاب اکسیرالتواریخ
این اثر به بیان احوال شاهان قاجار، اولاد و شاهزادگان، بزرگان و عرفا می‌پردازد و در رابطه با اجتماع عصر قاجار از آغاز تا سال ۱۲۹۵ ه‍.ق (دوره مظفری) سخن می‌گوید. نویسنده در این کتاب به بررسی مبانی ساختاری، رفتاری و مدیریتی نظام اقتدارگرا در عصر قاجاریان (۱۱۹۳–۱۳۴۴ ق) پرداخته‌است. در این بررسی نحوه ظهور قاجاریه شرح و مشکلات سیستم‌سازی در ایران در دوره پادشاهی قاجار (آقامحمدخان، فتحعلی‌شاه، محمدشاه، ناصرالدین‌شاه و…) مورد توجه قرار گرفته‌است.
همچنین در این بررسی رفتار ایرانیان در عهد قاجار در چهارچوب عنوان‌هایی چون: ضعف در ایجاد حفظ روابط پایدار، تمایل در برهم زدن توافق‌ها، عصبانی شدن سریع، ناسازگاری در کار تشکیلاتی و…، مطرح و دربارهٔ تأثیر این رفتارها در منظومه اقتدارگرایی عهد قاجار ایرانی توضیح داده شده‌است. در پایان نیز در یک بررسی تطبیقی مفهوم کانونی که در چهارقرن اخیر برای خروج از اقتدارگرایی مطرح شده‌است، در میان کشورهایی چون ژاپن، چین، آمریکای لاتین، ایران و…، مورد مقایسه قرار گرفته‌است.